# Health Care
"Health Care" es el tercer episodio de la primera temporada de la serie de televisión de comedia estadounidense The Office. Escrito por Paul Lieberstein, quien también actúa en el programa como Toby Flenderson, y dirigido por Ken Whittingham, el episodio se emitió por primera vez en los Estados Unidos el 5 de abril de 2005, en NBC.
En este episodio, Michael (Steve Carell) tiene la tarea de elegir un plan de atención médica nuevo y económico. Inmediatamente se lo entrega al entusiasta voluntario Dwight (Rainn Wilson). Dwight recorta sin piedad casi todos los beneficios del nuevo plan, enfureciendo al resto del personal de la oficina. Mientras tanto, Pam (Jenna Fischer) y Jim (John Krasinski) inventan enfermedades falsas, para disgusto de Dwight. En un intento de apaciguarlos, Michael promete una sorpresa a toda la oficina y luego pasa el resto del día luchando por cumplir su promesa. Los empleados esperan la sorpresa de Michael, que torpemente nunca entrega.
El episodio recibió críticas positivas de los críticos de televisión. Jenna Fischer luego llamó a "Health Care" su episodio favorito de la primera temporada. El episodio recibió una calificación de 2.9/7 en las calificaciones de Nielsen entre personas de 18 a 49 años y obtuvo 5,8 millones de espectadores en total. Además, el episodio mantuvo el 100% de su audiencia principal de 18 a 49 años y se ubicó, junto con los otros episodios de la primera temporada de The Office, como el programa de martes por la noche de mayor audiencia de NBC desde el 1 de febrero de 2005.

## Trama
Jan Levinson-Gould le encarga a Michael elegir un nuevo plan de atención médica para la oficina, dictándole que debe elegir un proveedor y escoger el plan más barato. No dispuesto a revelar la mala noticia de que se recortarán los beneficios de atención médica a los empleados, Michael le encarga a Jim que se encargue de la decisión sobre la atención médica, pero Jim en cambio recomienda a Dwight, quien acepta con entusiasmo la tarea. Para trabajar en el plan, Michael le permite a Dwight usar la sala de conferencias como un espacio de trabajo temporal, aunque Dwight deja que el poder se le suba a la cabeza y se refiere a su espacio de trabajo como una oficina.
Dwight elige un plan muy barato con poca cobertura, sin beneficios y un deducible alto. No dispuesto a confrontar a los empleados descontentos, Michael se esconde en su oficina alegando que está muy ocupado. Cuando los demás empleados lo confrontan sobre el plan de Dwight, él lo reprende e intenta animar a los empleados fanfarroneando diciendo que tiene una gran sorpresa preparada para ellos. En otro intento desesperado por evitar preguntas, Michael abandona la oficina y trata de preparar una sorpresa.
Dwight distribuye formularios que piden a los empleados que enumeren cualquier dolencia o enfermedad que puedan tener para que pueda ser cubierta. Jim y Pam inventan enfermedades falsas que frustran a Dwight. Más tarde, Jim encierra a Dwight en su "espacio de trabajo" mientras Michael, al no haber podido conseguir una mejor sorpresa, regresa con sándwiches de helado. Mientras está atrapado en la sala de conferencias, Dwight llama a Jan para intentar que despidan a Jim, pero Jan está indignada porque Michael dejó la oficina y dejó a Dwight a cargo del plan de atención médica. Dwight reúne a los empleados en la sala de conferencias y los obliga a revelar públicamente sus dolencias.
Al final del día, los empleados confrontan a Michael sobre la sorpresa, pero las incómodas tácticas dilatorias de Michael hacen que finalmente se den cuenta de que no hay ninguna sorpresa y se van. Con solo él y Dwight en la oficina, Dwight le dice tardíamente a Michael que Jan le dijo que la llamara.

## Producción

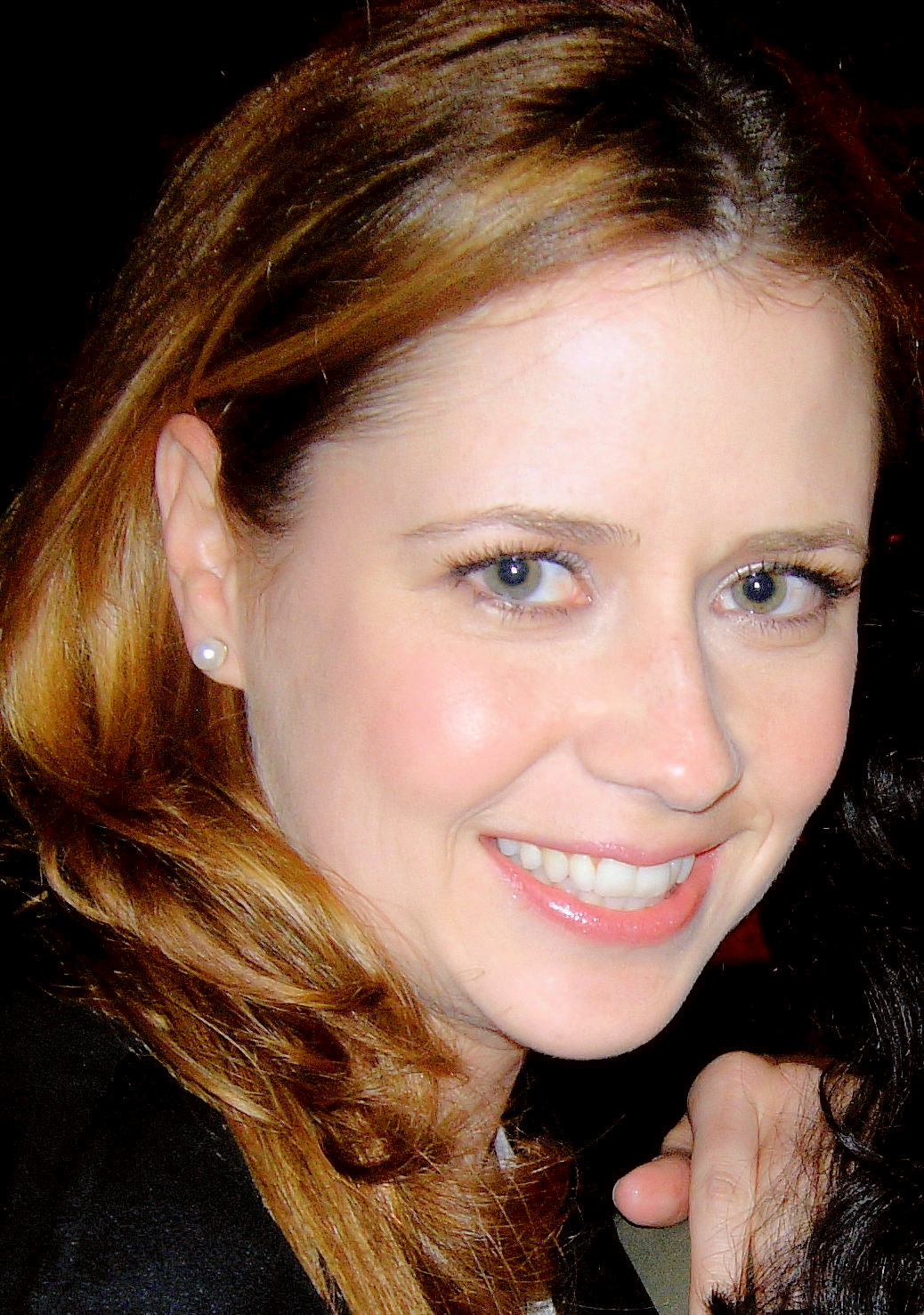
En una entrevista con TV Guide, Jenna Fischer llamó a "Health Care" su episodio favorito de la primera temporada.

"Health Care" marcó el primer episodio escrito por el escritor/actor Paul Lieberstein, quien luego escribiría varios otros episodios. También marcó el primer episodio dirigido por Ken Whittingham, quien luego dirigiría varios otros episodios.
Jenna Fischer declaró que "Health Care" fue su episodio favorito de la primera temporada. Fischer continuó diciendo que "nos reímos mucho mientras hacíamos este episodio. Particularmente durante la escena en la que Dwight confronta a todos en la oficina sobre quién ha estado escribiendo enfermedades falsas en sus formularios de salud. Rainn Wilson siguió improvisando nuevas enfermedades falsas y no sabíamos qué diría a continuación". Fischer señala que varias de las escenas en las que había risas no estaban en el guion y, de hecho, eran la reacción genuina del elenco a las enfermedades falsas de Wilson. El episodio fue retransmitido el 29 de marzo de 2007, como parte de un maratón de "Pesadillas de recursos humanos" presentado por Paul Lieberstein. El personaje de Lieberstein, Toby Flenderson, es el representante de Recursos Humanos de la sucursal de Scranton, Pensilvania, de la empresa papelera Dunder Mifflin, donde se desarrolla The Office. "Health Care" fue uno de los dos episodios de la primera temporada, el otro fue "Hot Girl", que no contenía comentarios de miembros del elenco y el equipo en el DVD de la temporada.

## Recepción

### Audiencia
"Health Care" se estrenó en NBC el 5 de abril de 2005. El episodio recibió una calificación de 2,9/7 en las calificaciones de Nielsen entre personas de 18 a 49 años, lo que significa que el 2.9 por ciento de todos los jóvenes de 18 a 49 años vieron el episodio y el siete por ciento de todos los jóvenes de 18 a 49 años que vieron televisión lo vieron. El episodio obtuvo 5,8 millones de espectadores en total. El episodio, que se emitió después de Scrubs, mantuvo el 100% de su audiencia inicial de 18 a 49 años. Además, "Health Care", junto con los otros episodios de la primera temporada de The Office, ayudaron a NBC a lograr su franja horaria de martes por la noche con mayor audiencia desde el 1 de febrero de 2005.

### Reseñas
La recepción crítica de "Health Care" fue en gran parte positiva. Erik Adams de The AV Club le otorgó al episodio una "B+" y consideró que el episodio ayudó a expandir el personaje de Dwight, señalando que "las piezas están encajando" para que Dwight se convierta en el personaje destacado del programa. Además, aplaudió el hecho de que el episodio estuviera basado en un episodio de la serie original de la BBC, pero que no creara una copia exacta, sino que utilizara el concepto como plantilla para crear algo nuevo y original.
En una reseña de DVD Verdict, Mike Pinsky afirmó que "Delegar el tercer episodio a un personaje así, cuando Michael le pasa la responsabilidad de elegir un plan de salud corporativo a Dwight, tiene como objetivo provocar risas a partir de su megalomanía. Pero simplemente no es tan divertido". Travis Fickett de IGN escribió positivamente sobre el episodio, dándole una calificación de "bueno" de 7,9/10. Señaló que "hay algo de Stephen King en Dwight que crea una capa subyacente de amenaza" y que el episodio es "una encarnación temprana de los primeros días de [The Office], su "paradigma" original, y posiblemente el más fuerte". IGN luego colocó la broma de Jim y Pam de crear enfermedades falsas en el noveno lugar de sus "Diez mejores momentos de The Office". Television Without Pity le otorgó al episodio una calificación A.